# Okręg Bergerac
Okręg Bergerac (fr. Arrondissement de Bergerac) – okręg w południowo-zachodniej Francji. Populacja wynosi 109 tysięcy.

## Podział administracyjny
W skład okręgu wchodzą następujące kantony:
- Beaumont-du-Périgord,
- Bergerac-1,
- Bergerac-2,
- Eymet,
- Issigeac,
- La Force,
- Lalinde,
- Buisson-de-Cadouin,
- Monpazier,
- Sainte-Alvère,
- Sigoulès,
- Vélines,
- Villamblard
- Villefranche-de-Lonchat.